# Anna Mieszkowska

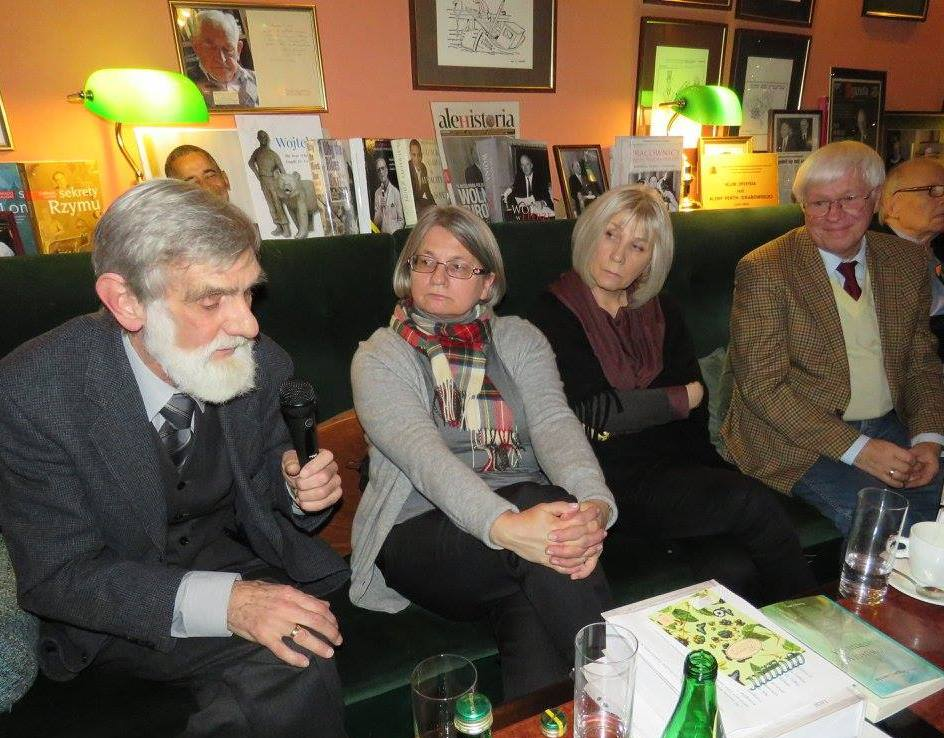
Tadeusz Fredro-Boniecki, Anna Mieszkowska, Violetta Wejs-Milewska i Lechosław Gawlikowski podczas jednej z dyskusji w Stowarzyszeniu Pracowników, Współpracowników i Przyjaciół Rozgłośni Polskiej Radia Wolna Europa Imienia Jana Nowaka-Jeziorańskiego; Warszawa, 20 stycznia 2016

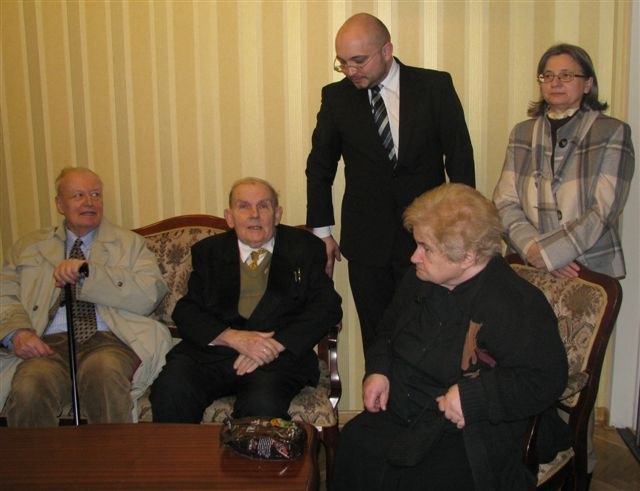
Anna Mieszkowska, Danuta Żelechowska, Jan Zagozda, Maciej Morawski w studiu Polskiego Radia przy ulicy Myśliwieckiej 3/5/7 z okazji 100-lecia urodzin Włady Majewskiej; Warszawa, 19 marca 2011

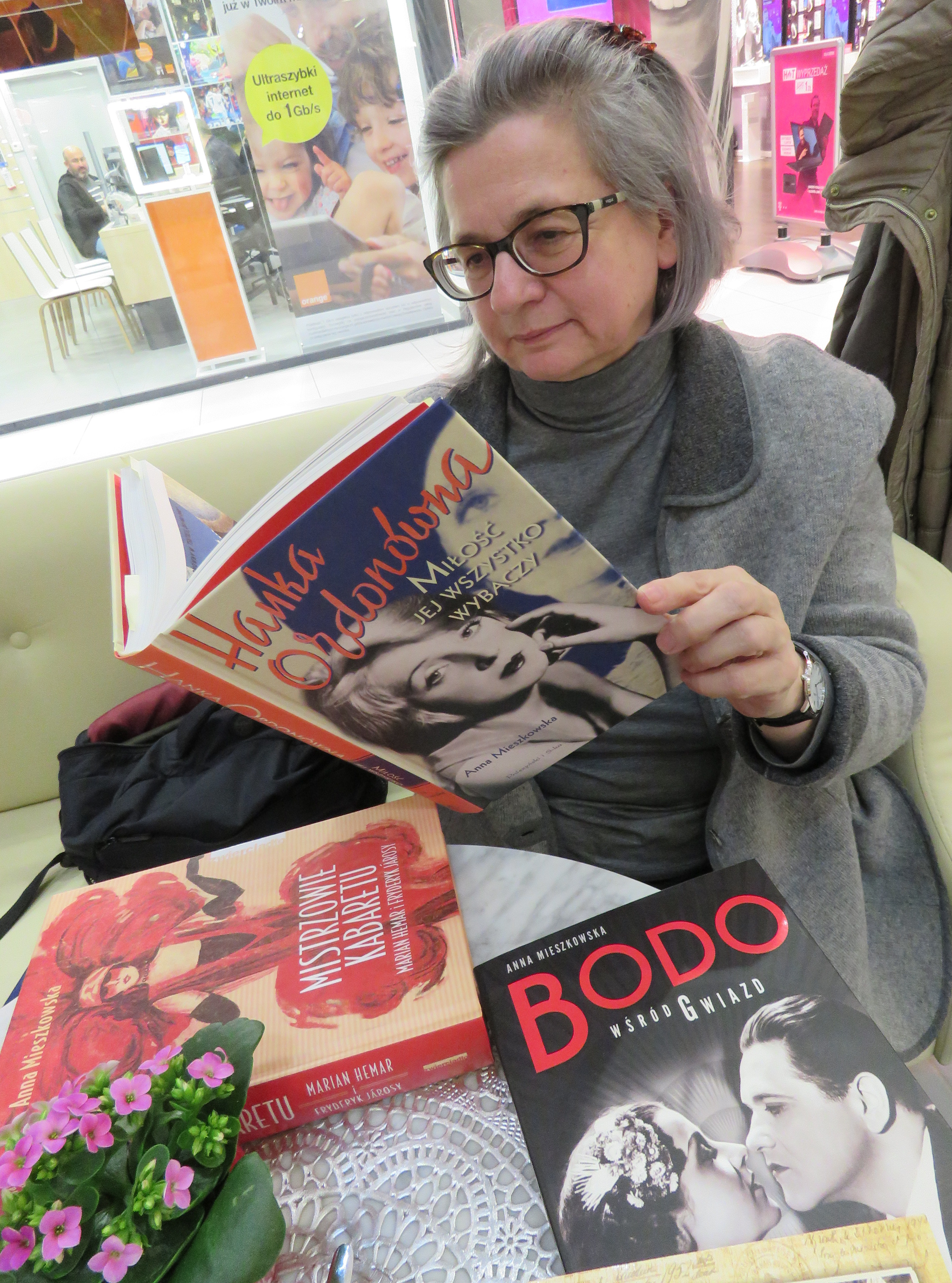
Anna Mieszkowska z egzemplarzami swoich książek: Mistrzowie kabaretu. Marian Hemar i Fryderyk Járosy od qui pro quo do Londynu, Bodo wśród gwiazd i Hanka Ordonówna. Miłość jej wszystko wybaczy - Warszawa-Białołęka, 22 marca 2019

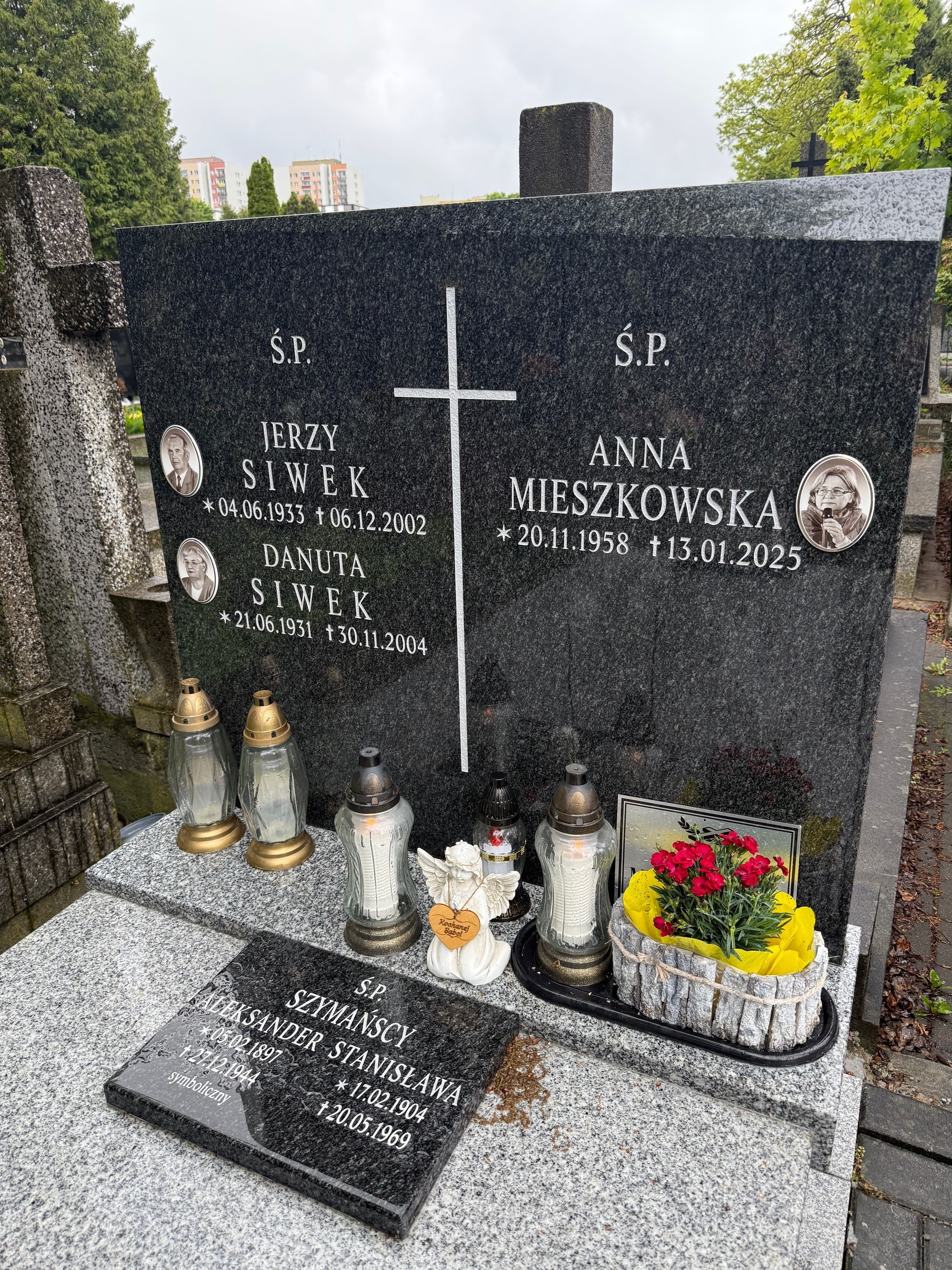
Grób Anny Mieszkowskiej na Cmentarzu Wawrzyszewskim

Anna Mieszkowska z domu Siwek (ur. 20 listopada 1958 w Warszawie, zm. 13 stycznia 2025 tamże) – polska pisarka, publicystka, historyk teatru, dokumentalistka.
Absolwentka XXII Liceum Ogólnokształcącego im. Jose Martí w Warszawie w Warszawie (matura: 1977) a następnie Wydziału Wiedzy o Teatrze Państwowej Wyższej Szkoły Teatralnej im. Aleksandra Zelwerowicza w Warszawie (1984). Zajmowała się dokumentowaniem działalności teatralnej polskich artystów poza granicami kraju. Opublikowała książki poświęcone m.in. Marianowi Hemarowi, Fryderykowi Jarosy'emu, Eugeniuszowi Bodo, Hance Ordonównie, Bronisławowi Przyłuskiemu oraz Irenie Sendlerowej. 
Jej książka Matka dzieci Holocaustu. Historia Ireny Sendlerowej (pierwsze wydanie polskie: 2004) ukazała się także w Niemczech, w Hiszpanii, we Włoszech, w Czechach, Izraelu, w Stanach Zjednoczonych, w Brazylii i we Francji. Na jej podstawie w 2009 powstał film fabularny Dzieci Ireny Sendlerowej w reżyserii Johna K. Harrisona z Anną Paquin w roli głównej.
Była także konsultantką dokumentalnego filmu Mary Skinner In the Name of Their Mothers.
Pracowała w archiwum Polskiej Akademii Nauk w Warszawie. Współpracowała badawczo z Archiwum Emigracji przy Uniwersytecie Mikołaja Kopernika w Toruniu oraz Stowarzyszeniem Pracowników, Współpracowników i Przyjaciół Rozgłośni Polskiej Radia Wolna Europa Imienia Jana Nowaka-Jeziorańskiego. W ostatnich latach związana z Fundacją AVE, inicjatorka i inspiratorka wielu wspólnych przedsięwzięć. 
Zamężna ze szkolnym kolegą z okresu liceum, Jarosławem Mieszkowskim, miała córkę Paulinę i syna Kamila. Mieszkała w Warszawie na Żoliborzu, a w ostatnim okresie życia na Białołęce. 
Zmarła w wyniku choroby nowotworowej. Msza święta pogrzebowa odbyła się 20 stycznia 2025 w kościele pw. Narodzenia Najświętszej Maryi Panny w Płudach (Warszawa – Białołęka). Złożenie urny z prochami do grobu rodzinnego odbyło się na Cmentarzu Wawrzyszewskim w Warszawie (kwatera 6A-5-19). 

## Twórczość (wybór)
- Lola. Helena Kitajewicz (opracowanie i wybór fotografii; Wydawnictwo "Krąg", Warszawa 1995, ISBN 83-85199-34-9);
- Za dawno, za dobrze się znamy. Piosenki Mariana Hemara (wspólnie z Władą Majewską; Polska Fundacja Kulturalna, Londyn 1997);
- Artyści emigracyjnej Melpomeny. 1939–1995 (Polska Fundacja Kulturalna, London 1998, ISBN 0-85065-283-9);
- Marian Hemar od Lwowa do Londynu. Szkic do biografii artysty (Polska Fundacja Kulturalna, London 2001, ISBN 1-872286-44-5);
- Matka dzieci Holocaustu. Historia Ireny Sendlerowej (Warszawskie Wydawnictwo Literackie Muza, Warszawa 2004, ISBN 83-7319-254-9); wydanie drugie poprawione jako: Dzieci Ireny Sendlerowej (Wydawnictwo MUZA SA, Warszawa 2011, ISBN 978-83-7758-021-9); wydanie trzecie rozszerzone, poprawione i uzupełnione jako: Prawdziwa historia Ireny Sendlerowej (Wydawnictwo Marginesy, Warszawa 2014, ISBN 978-83-64700-12-5); wydanie czwarte uzupełnione jako: Historia Ireny Sendlerowej (Wydawnictwo Marginesy, Warszawa 2018, ISBN 978-83-65973-41-2)
- Była sobie piosenka ... Gwiazdy kabaretu i emigracyjnej Melpomeny (Warszawskie Wydawnictwo Literackie Muza, Warszawa 2006, ISBN 83-7495-060-9);
- Ja, kabareciarz. Marian Hemar - od Lwowa do Londynu (Warszawskie Wydawnictwo Literackie Muza, Warszawa 2006, ISBN 83-7319-820-2);
- Biograficzny romans, czyli cuda życia emigranta z wyboru. Fryderyk Jarosy (1889–1960) autor nie napisanych wspomnień z życia wśród polskiej emigracji w Londynie, w: "Archiwum Emigracji. Studia – Szkice – Dokumenty", Uniwersytet Mikołaja Kopernika, Toruń 2009, Nr. 10, S. 40–50, ISSN 2084-3550;
- Kronika życia i działalności Tymona Terleckiego (1905–2000), w: "Pamiętnik Teatralny", Państwowy Institut Sztuki, Warszawa 2011, s. 3–4 i 18–200, ISSN 0031-0522;
- Mirela Semper Fidelis (epilog), w: Piotr Dziewoński: Leopold Pobóg-Kielanowski (Pro-Vision Publishing, London 2012, S. 269–271, ISBN 978-0-9571144-3-2);
- Moje przygody z biografią Mariana Hemara, w: Marek Kurkiewicz: Marian Hemar wczoraj i dziś (Wydawnictwo Uniwersytetu Kazimierza Wielkiego, Bydgoszcz 2012, s. 172–187, ISBN 83-7096-868-6, ISBN 978-83-7096-868-7);
- Bronisław Przyłuski. Życie i twórczość literacka (wspólnie z Martą Mroczkowską-Gessek; Towarzystwo Przyjaciół Archiwum Emigracji, Toruń 2014, ISBN 978-83-939089-3-6);
- Modlińska 257. Miejsce magiczne (wspólnie z Bartłomiejem Włodkowskim; Fundacja AVE na zlecenie Urzędu Dzielnicy Białołęka m. st. Warszawy, Warszawa 2015, ISBN 978-83-937754-8-4);
- Mistrzowie kabaretu. Marian Hemar i Fryderyk Járosy od Qui pro Quo do Londynu (Zwierciadło, Warszawa 2016, ISBN 978-83-65456-33-5);
- Hanka Ordonówna. Miłość jej wszystko wybaczy (Prószyński i S-ka - Prószyński Media, Warszawa 2019, ISBN 978-83-812-3879-3);